# Erwinia
Genre
Synonymes
- Entomohabitans Lee et al. 2022

Erwinia est un genre de bacilles Gram négatifs de la famille des Erwiniaceae dont il est le genre type. Son nom fait référence au biologiste Erwin F. Smith en hommage à sa carrière consacrée à la phytopathologie,.
Les Erwinia sont des bactéries mobiles grâce à des flagelles péritriches. Ces bactéries sont associées aux végétaux en tant que saprophytes ou pathogènes. Elles peuvent entraîner des dégradations de la structure des végétaux, des flétrissements, des dépérissements, des jaunissements ou des pourritures.
Parmi les espèces les plus connues figurent : 
- Erwinia amylovora, agent du feu bactérien des Rosaceae, notamment le poirier et le pommier,
- Erwinia tracheiphila, agent du flétrissement bactérien des Cucurbitaceae.

dont des espèces reclassées :
- Erwinia herbicola (désormais reclassée sous le nom de Pantoea agglomerans), bactérie associée aux végétaux, normalement non pathogène ou pathogène opportuniste en cas de faiblesse de la plante, peut aussi être pathogène pour l'homme et les animaux[3].
- Erwinia chrysanthemi (désormais reclassée sous le nom de Dickeya dadantii), entérobactérie phytopathogène (c.-à-d. qui attaque les plantes). Elle a une large gamme d'hôtes que ce soit des plantes ornementales ou d'intérêt agricole. C'est l'une des bactéries responsable de la maladie de la pourriture molle bactérienne.

## Taxonomie
Jusqu'en 2016 ce genre était compté parmi les Enterobacteriaceae auquel il était rattaché sur la base de critères phénotypiques. Depuis la refonte de l'ordre des Enterobacterales en 2016 par Adeolu et al. à l'aide des techniques de phylogénétique moléculaire, il a été déplacé vers la famille des Erwiniaceae nouvellement créée.

## Liste d'espèces
Selon la LPSN (25 octobre 2022) :
- Erwinia amylovora (Burrill 1882) Winslow et al. 1920 – espèce type
- Erwinia aphidicola Harada et al. 1998
- Erwinia billingiae Mergaert et al. 1999
- Erwinia endophytica Ramírez-Bahena et al. 2016
- Erwinia gerundensis Rezzonico et al. 2016
- Erwinia iniecta Campillo et al. 2015
- Erwinia mallotivora Goto 1976
- Erwinia oleae Moretti et al. 2011
- Erwinia papayae Gardan et al. 2004
- Erwinia persicina corrig. Hao et al. 1990
- Erwinia phyllosphaerae Pan et al. 2022
- Erwiniria piriflorinigrans López et al. 2011
- Erwinia psidii Rodrigues Neto et al. 1988
- Erwinia pyrifoliae Kim et al. 1999
- Erwinia rhapontici (Millard 1924) Burkholder 1948
- Erwinia tasmaniensis Geider et al. 2006
- Erwinia teleogrylli Liu et al. 2016
- Erwinia toletana Rojas et al. 2004
- Erwinia tracheiphila (Smith 1895) Bergey et al. 1923
- Erwinia typographi Skrodenytė-Arbačiauskienė et al. 2012
- Erwinia uzenensis Matsuura et al. 2012

Plusieurs espèces anciennement comptées parmi les Erwinia ont été reclassées dans d'autres genres :
- Brenneria alni (Surico et al. 1996) Hauben et al. 1999 : reclassement de E. alni
- Brenneria nigrifluens (Wilson et al. 1957) Hauben et al. 1999 : reclassement de E. nigrifluens
- Brenneria rubrifaciens (Wilson et al. 1967) Hauben et al. 1999 : reclassement de E. rubrifaciens
- Brenneria salicis (Day 1924) Hauben et al. 1999 : reclassement de E. salicis
- Dickeya chrysanthemi (Burkholder et al. 1953) Samson et al. 2005 : reclassement de E. chrysanthemi
- Enterobacter cancerogenus (Urosevic 1966) Dickey & Zumoff 1988 : reclassement de E. cancerogena
- Enterobacter cloacae subsp. dissolvens (Rosen 1922) Hoffmann et al. 2005 : reclassement de E. dissolvens
- Lelliottia nimipressuralis (Carter 1945) Brady et al. 2013 : reclassement de E. nimipressuralis
- Lonsdalea quercina (Hildebrand & Schroth 1967) Brady et al. 2012 : reclassement de E. quercina
- Musicola paradisiaca (Fernandez-Borrero & Lopez-Duque 1970) Hugouvieux-Cotte-Pattat et al. 2021 : reclassement de E. paradisiaca
- Pantoea agglomerans (Beijerinck 1888) Gavini et al. 1989 : reclassement de E. herbicola et E. milletiae
- Pantoea ananatis corrig. (Serrano 1928) Mergaert et al. 1993 : reclassement de E. ananatis et E. uredovora
- Pantoea cypripedii (Hori 1911) Brady et al. 2010 : reclassement de E. cypripedii
- Pantoea stewartii (Smith 1898) Mergaert et al. 1993 : reclassement de E. stewartii
- Pectobacterium cacticida corrig. (Alcorn et al. 1991) Hauben et al. 1999 : reclassement de E. cacticida
- Pectobacterium carnegieanum corrig. (Standring 1942) Brenner et al. 1973 : reclassement de E. carnegieana
- Pectobacterium carotovorum (Jones 1901) Waldee 1945 : reclassement de E. carotovora